# Marshall Jewell
Marshall Jewell (Winchester, 20 ottobre 1825 – New Haven, 10 febbraio 1883) è stato un politico statunitense.

## Biografia
Fu il venticinquesimo direttore generale delle poste degli Stati Uniti durante la presidenza di Ulysses S. Grant (18º presidente).
Nato nello Stato di New Hampshire Fra le altre cariche politiche degne di rilievo 44º e 46º Governatore del Connecticut (il primo mandato fu dal 1869 al 1870, il secondo dal 1871 al 1873) e presidente del Comitato Nazionale Repubblicano, nonché ministro di Russia poco prima di diventare direttore generale delle poste.
Alla sua morte il corpo venne seppellito nel Cedar Hill Cemetery a Hartford, stato del Connecticut.